# Benjamín Gazzolo
Benjamín José Gazzolo Freire (San Felipe, Región de Valparaíso, Chile, 14 de julio de 1997), es un futbolista profesional chileno. Juega de defensa y su equipo actual es Huachipato de la Primera División de Chile.

## Trayectoria

### Inicios
Se formaría como futbolista en el club Unión San Felipe en donde se especializaría como defensa y se desarrollaría como profesional.

### Unión San Felipe
Debutó en el profesionalismo con su club formador, Unión San Felipe, en donde sería constantemente considerado para las divisiones menores de La Roja y sus microciclos, siendo para el 2017 considerado en la prenómina para el Sudamericano Sub-20 del mismo año. En la temporada 2019 se consolidaría como titular jugando 23 encuentros desde el inicio, siendo de los jugadores llamativos en el torneo de Primera B de Chile. Su continuidad en el club lo llevaría a ser parte de la nómina de Bernardo Redín para el Preolímpico de Colombia 2020.

### Huachipato
Durante 2020 Huachipato anunciaría la incorporación de Gazzolo a sus filas, comprando el 35% de su pase, siendo su debut en el elenco acerero el 15 de marzo de 2020, en un partido válido por el campeonato nacional contra la Unión Española en el estadio Santa Laura.
Con el paso del tiempo, Gazzolo se adueñaría de la defensa acerera, manteniéndose como titular en el elenco de Talcahuano, en donde haría dupla con jugadores como Osvaldo González, Nicolás Ramírez, Bastián Roco o Renzo Malanca, siendo Ramírez con quién más defendería la zaga de la usina.
La Temporada 2021 sería bastante irregular, al mando del DT Juan José Luvera, se logró una clasificación para la Copa Sudamericana 2021, pero el desgaste y la irregularidad del equipo desembocaría en que Huachipato pelearía el descenso, el cual no se consumó debido al caso Melipilla.
Para la Temporada 2022, con el DT Mario Salas, la irregularidad de Huachipato volvió a ser protagonista, en donde se logró un 12° lugar en la tabla de posiciones, salvándose en cancha por poco. No obstante, para la Temporada 2023, tanto Huachipato como Benjamín Gazzolo encontrarían una regularidad que les permitiría estar en la parte alta de la tabla durante todo el torneo, en donde finalmente el equipo de Talcahuano se consagraría campeón de la Primera División y obtendría el tercer título de su historia y el primer título profesional para Gazzolo, que terminaría siendo estadísticamente el mejor y más regular defensa central del campeonato para la Temporada 2023.

## Vida personal
Benjamín Gazzolo es de ascendencia Italiana, por lo que también posee la nacionalidad del país europeo. Ha mencionado que uno de sus objetivos es jugar en Italia, específicamente en el Genoa ya que, según su abuelo, su familia italiana es hincha de dicho club.
Benjamín Gazzolo tiene un hermano gemelo.

## Estadísticas
| Club                     | Div.          | Temporada     | Liga  | Liga  | Copas(1) | Copas(1) | Torneos internacionales(2) | Torneos internacionales(2) | Total(3) | Total(3) |
| Club                     | Div.          | Temporada     | Part. | Goles | Part.    | Goles    | Part.                      | Goles                      | Part.    | Goles    |
| ------------------------ | ------------- | ------------- | ----- | ----- | -------- | -------- | -------------------------- | -------------------------- | -------- | -------- |
| Unión San Felipe · Chile | 2.ª           | 2013-14       | 1     | 0     | 0        | 0        | —                          | —                          | 1        | 0        |
| Unión San Felipe · Chile | 2.ª           | 2014-15       | 1     | 0     | 2        | 0        | —                          | —                          | 3        | 0        |
| Unión San Felipe · Chile | 2.ª           | 2015-16       | —     | —     | —        | —        | —                          | —                          | 0        | 0        |
| Unión San Felipe · Chile | 2.ª           | 2016-17       | 6     | 0     | 2        | 0        | —                          | —                          | 8        | 0        |
| Unión San Felipe · Chile | 2.ª           | 2017          | 1     | 0     | —        | —        | —                          | —                          | 1        | 0        |
| Unión San Felipe · Chile | 2.ª           | 2018          | 8     | 0     | 1        | 0        | —                          | —                          | 9        | 0        |
| Unión San Felipe · Chile | 2.ª           | 2019          | 23    | 0     | 5        | 0        | —                          | —                          | 28       | 0        |
| Unión San Felipe · Chile | Total club    | Total club    | 40    | 0     | 10       | 0        | 0                          | 0                          | 50       | 0        |
| Huachipato · Chile       | 1.ª           | 2020          | 2     | 0     | —        | —        | —                          | —                          | 2        | 0        |
| Huachipato · Chile       | 1.ª           | 2021          | 21    | 2     | 8        | 2        | 3                          | 0                          | 32       | 4        |
| Huachipato · Chile       | 1.ª           | 2022          | 24    | 0     | 8        | 1        | —                          | —                          | 32       | 1        |
| Huachipato · Chile       | 1.ª           | 2023          | 28    | 1     | 2        | 0        | —                          | —                          | 30       | 1        |
| Huachipato · Chile       | 1.ª           | 2024          | 0     | 0     | 0        | 0        | —                          | —                          | 0        | 0        |
| Huachipato · Chile       | Total club    | Total club    | 75    | 3     | 18       | 3        | 3                          | 0                          | 96       | 6        |
| Total carrera            | Total carrera | Total carrera | 115   | 3     | 28       | 2        | 3                          | 0                          | 146      | 6        |

## Palmarés
| Título           | Club       | País  | Año  |
| ---------------- | ---------- | ----- | ---- |
| Primera División | Huachipato | Chile | 2023 |